# Steve Howey (acteur)
Pour les articles homonymes, voir Steve Howey.
Steve Howey, né le 12 juillet 1977 à San Antonio, Texas (États-Unis), est un acteur américain.
Il est principalement connu pour son rôle de Van Montgomery dans la série télévisée Reba, mais aussi pour celui de Kev dans Shameless.

## Biographie
Steve Howey est né le 12 juillet 1977 à San Antonio, Texas (États-Unis).

### Vie privée
Il se marie en février 2009 à l'actrice américaine Sarah Shahi. Ils ont eu leur premier enfant le 9 juillet 2009, un fils prénommé William Wolf Howey. Le 1er mars 2015, sa femme a accouché de jumeaux : une fille Violet Moon et un fils Knox Blue.
Ils annoncent leur divorce en 2020.

## Carrière
Il débute en 1999 dans un épisode de Pacific Blue. L'année suivante, il apparaît dans les séries Urgences, La Famille Green et Le Drew Carey Show.
Il fait ses débuts au cinéma en 2005 dans Supercross de Steve Boyum avec Mike Vogel, Sophia Bush et Channing Tatum.

## Filmographie

### Cinéma

#### Longs métrages
- 2005 : Supercross de Steve Boyum : K.C. Carlyle
- 2006 : DOA: Dead or Alive de Corey Yuen : Weatherby
- 2009 : Meilleures Ennemies (Bride Wars) de Gary Winick : Daniel Williams
- 2009 : Stan Helsing de Bo Zenga : Stan
- 2009 : Service toujours non compris (Still Waiting...) de Jeff Balis : Agnew
- 2010 : Losing Control de Valerie Weiss : Terry
- 2010 : Conception de Josh Stolberg : Joel
- 2011 : Duo à trois (Something Borrowed) de Luke Greenfield : Marcus
- 2013 : Wrong Cops de Quentin Dupieux : Sandy / Michael
- 2014 : In Your Eyes de Brin Hill : Bo Soames
- 2015 : See You in Valhalla de Jarret Tarnol : Makewi
- 2016 : Love on the Run d'Ash Christian : Rick
- 2016 : Mon chat, mon chien... et les autres ? (Unleashed) de Finn Taylor : Finn
- 2018 : Game Over, Man! de Kyle Newacheck : Rich
- 2018 : Making Babies de Josh F. Huber : John Kelly
- 2019 : Stuber de Michael Dowse : Felix
- 2022 : Day Shift de J. J. Perry : Mike Nazarian

#### Court métrage
- 2016 : Monster Roll de Dan Blank : Brody

### Télévision

#### Séries télévisées
- 1999 : Pacific Blue : Mark Kerwin
- 2000 : Urgences (ER) : Elizey
- 2000 : La Famille Green (Get Real) : Chris DeFalco
- 2000 : Le Drew Carey Show (The Drew Carey Show)  : Un étudiant
- 2001 : Any Day Now : Troy
- 2001 - 2007 : Reba : Van Montgomery
- 2006 : Twins : Zach
- 2009 : Surviving Suburbia : Brock
- 2009 : Ctrl : Ben Piller
- 2010 : Psych : Enquêteur malgré lui (Psych) : Derek Walker
- 2011 : Love Bites : Kell
- 2011 - 2021 : Shameless : Kev
- 2013 : New Girl : Jax McTavish
- 2013 : Sons of Anarchy : Hopper
- 2014 : Jennifer Falls : Frank
- 2015 : Workaholics : Blue Knight DeMamp
- 2016 : American Horror Story : Le chauffeur de taxi
- 2017 : Seal Team : Danny Cooper
- 2017 : New York, unité spéciale (Law and Order : Special Victims Unit) : Andy "Le Monstre" McPherson (saison 19, épisode 8)
- 2019 : Dead to Me : Jason
- 2023 : True Lies : Harry Tasker